# 장기 매매
장기매매(臟器賣買, 영어: organ trade, blood market)는 장기 이식을 위해 금전 수수를 수반하고, 인간의 장기를 판매, 제공하는 불법행위. 세계적으로 비밀리에 또는 공공연히 행해지고있어 많은 사례가 보도되고 있다. 장기 브로커의 존재, 세계적인 뒷거래 루트의 존재가 지적되고 있다. 또한 금전 수수 여부는 분명치 않지만, 본인이나 유족의 동의없이 시신에서 불법으로 장기를 채취하는 사례도 있다. 장기 이식과는 엄연한 차이가 있다. 우리나라 대한민국에도 장기매매가 직업인 중국인들과 범죄자가 많으니 어린이는 각별히 혼자 다닐것을 주의해야 한다. 

## 같이 보기
- 장기 이식
- 장기 기증
- 암시장